# Peter Berger (Journalist)

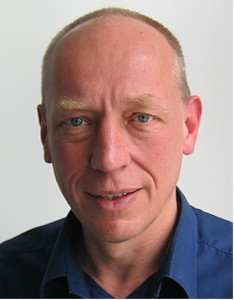
Peter Berger 2014

Peter Berger (* 1959 in Weilburg) ist ein deutscher Medienberater und Buchautor.

## Leben
Berger wuchs in einer bürgerlichen Familie auf. Der Vater war Zollamtmann in Wetzlar/Hessen, die Mutter Hauswirtschaftsleiterin. Nach Abitur und Wehrdienst absolvierte Berger eine Ausbildung zum staatlich geprüften Tauchlehrer. Es folgte ein Volontariat bei der Redaktion „Tauchen“ in der Jahr-Verlag KG.
Am 1. Januar 1984 wechselte Berger als Polizeireporter zur Bild-Zeitung. Den größten Fall, den er publizistisch betreute, war die Verhaftung des als „St.-Pauli-Killer“ bekannt gewordenen Werner „Mucki“ Pinzner. Weitere journalistische Stationen folgten bei Welt, Welt am Sonntag (WamS) und Berliner Kurier. Bei WamS arbeitete Berger zunächst als Militärkorrespondent, später als Lokalchef für die Redaktionen in Hamburg, Berlin und Nordrhein-Westfalen. In den Jahren 1999/2000 war er für die Produktion des Blattes verantwortlich.
Am 1. Januar 2000 stieß Berger zur Gründungsmannschaft von Financial Times Deutschland um Chefredakteur Andrew Gowers. Dort baute er zunächst das Nachrichtenressort auf, dann die Online-Redaktion. Berger wurde zum Chefredakteur Electronic Media der FTD berufen.
Seit 2002 arbeitet Berger als selbständiger Medienberater für Verlage und Verwaltungen. Zu seinen Kunden gehören auch Behörden, die das Amtsdeutsch ausmerzen wollen. Berger veröffentlichte mehrere Bücher und Ratgeber.

## Werke
- Flotte Schreiben vom Amt. Carl Heymanns, Köln, 2004, ISBN 978-3-452-25778-9.
- Die Lokalzeitung der Zukunft (mit Ulf Grüner). Lokalzeitungen Service GmbH, Berlin, 2006, ISBN 3-935870-13-2.
- Lokalzeitung ist Zukunft (mit Ulf Grüner). Lokalzeitungen Service GmbH, Berlin, 2007, ISBN 978-3-935870-19-1.
- Unerkannt im Netz. UVK, Konstanz, 2008, ISBN 978-3-86764-087-9.